# 怪傑!トロピカル丸
怪傑！トロピカル丸（かいけつ！トロピカルまる）は、芸能プロダクションシャイニングウィルにかつて存在した日本の女性アイドルグループ。略称怪トロ。2011年11月2日、東京ラーメンショーにてデビューライブ。
2013年11月1日からは、「青春!トロピカル丸」（春トロ）と「純情!トロピカル丸」（ぴゅあトロ）の2チームで活動を行った。2015年1月30日に青春は活動休止、2015年2月15日に純情は解散。

## 概要/コンセプト
- 水産業を応援するアイドルユニットとして誕生。結成時には農業、林業、漁業を応援するというコンセプトだったが2012年暮れに水産業を中心に応援していくと変更になった[1]。
- 2011年11月に結成され、怪傑の名の通り、不思議な力を持つといわれる!? 8名の船員は「トロピカル丸」という名の船に乗り世界中を旅をし、水産業の魅力を世界中のみんなに伝え､体当たりで幾多の試練に立ち向かい解決していこうとしている。
- 音楽プロデューサーでシャ乱Qのボーカリストであるつんく♂が命名した[2]。
- ライブでは地方遠征も行う[3]。

## メンバー
青春！トロピカル丸（最終メンバー）
| 氏名                         | 生年月日（年齢）                               | 出身地   | 愛称         | トロピカルフルーツ（イメージカラー） | 所属             | 備考                                                              |
| ---------------------------- | ---------------------------------------------- | -------- | ------------ | ------------------------------------ | ---------------- | ----------------------------------------------------------------- |
| 山口水季 （やまぐち みずき） | 11月4日 （『メロンで例えるなら食べ頃時期』歳） | 兵庫県   | めろんちゃん | メロン（イエローグリーン）           | 春トロ           |                                                                   |
| 百川晴香 （ももかわ はるか） | 1995年11月1日（29歳）                          | 神奈川県 | ももはる     | オレンジ（オレンジ）                 | 春トロキャプテン | Ru:Runを経て2016年から全力少女Rメンバー。2021年からBetyメンバー。 |
| 木下蓮乃 （きのした はすの） | 1996年6月10日（29歳）                          | 東京都   | はっすー     | （イエロー）                         | 春トロ           |                                                                   |
| 清水咲希 （しみず さき）     | 1996年2月14日（29歳）                          | 福岡県   | さき         | （ライトブルー）                     | 春トロ           |                                                                   |
| 中川新菜 （なかがわ にいな） | 1994年7月27日（31歳）                          | 沖縄県   | にいな       | （レッド）                           | 春トロ           |                                                                   |

純情！トロピカル丸（最終メンバー）
| 氏名                           | 生年月日（年齢）       | 出身地 | 愛称       | トロピカルフルーツ（イメージカラー） | 所属       | プロフィール・備考 |
| ------------------------------ | ---------------------- | ------ | ---------- | ------------------------------------ | ---------- | ------------------ |
| 太田真奈美 （おおた まなみ）   | 1994年10月25日（30歳） | 千葉県 | まなみかん | みかん（オレンジ）                   | ぴゅあトロ |                    |
| 丸山リリカ （まるやま りりか） | 1998年12月7日（26歳）  | 大阪府 | りりか     | マスカット（イエローグリーン）       | ぴゅあトロ |                    |
| 月城知美 （つきしろ ともみ）   | 1992年12月26日（32歳） | 大阪府 | つっきー   | 巨峰（紫）                           | ぴゅあトロ |                    |
| 東馬楓 （とうま かえで）       | 1992年10月24日（32歳） | ローマ | カエサル   | （ターコイズブルー）                 | ぴゅあトロ | BUGFIXX所属        |

元メンバー
| 氏名                           | 生年月日（年齢）      | 出身地   | 愛称         | トロピカルフルーツ（イメージカラー） | 所属       | プロフィール・備考                                                     |
| ------------------------------ | --------------------- | -------- | ------------ | ------------------------------------ | ---------- | ---------------------------------------------------------------------- |
| 森山恵里花 （もりやま えりか） | 1995年4月6日（30歳）  | 東京都   | やまもり     |                                      | 青トロ     | 2013/7/13脱退                                                          |
| 谷垣綾南 （たにがき あやな）   | 1991年5月1日（34歳）  | 東京都   | ガッキー     | ストロベリー（レッド）               | ぴゅあトロ | 2013/10/27卒業 （引退）                                                |
| 山中ゆき （やまなか ゆき）     | 1996年2月8日（29歳）  | 東京都   | ゆったん     | パイナップル（イエロー）             | ぴゅあトロ | 2013/10/27卒業                                                         |
| よこはまりほ （よこはま りほ） | 1992年12月7日（32歳） | 東京都   | よこさん     |                                      | ぴゅあトロ | 2013/10/27卒業                                                         |
| 金野美穂 （かねの みほ）       | 1997年6月13日（28歳） | 埼玉県   | みぽりん     | ラズベリー（ピンク）                 | ぴゅあトロ | 2014/1/25卒業                                                          |
| 辰見栞 （たつみ しおり）       | 1996年12月1日（28歳） | 神奈川県 | しーちゃん   | ウォーターメロン（グリーン）         | ぴゅあトロ | 2014/1/25卒業 後にアイドルカレッジに移行。名義を「田所栞」に変更した。 |
| 岡田珠莉愛 （じゅりあ）        | 1995年1月23日（30歳） | 埼玉県   | じゅりあんぬ | （ライトブルー）                     | ぴゅあトロ | 2014/7/13卒業 元ALLOVER                                                |
| 橘未来 （たちばな みく）       | 1999年6月3日（26歳）  | 東京都   | たっちー     | バナナ（黄）                         | ぴゅあトロ | 2014/7/13卒業                                                          |
| 七美こはる （ななみ こはる）   | 1996年3月26日（29歳） | 大阪府   | こはる       | （グリーン）                         | 青トロ     | 2014/10/20卒業                                                         |
| 石岡真衣 （いしおか まい）     | 1990年8月7日（35歳）  | 愛知県   | まいぴょん   | ホワイトピーチ（ホワイト）           | 春トロ     | 2014/10/20卒業 日テレジェニック2014、恵比寿★マスカッツ                 |
| 松下恵里香 （まつした えりか） | 1994年8月16日（30歳） | 埼玉県   | ちゃんえり   | ブルーベリー（ブルー）               | ぴゅあトロ | 2014/11/1卒業 ALLOVER teamδ兼任                                        |
| 幸野ゆりあ （こうの ゆりあ）   | 1991年3月20日（34歳） | 神奈川県 | こゆり       | りんご（レッド）                     | ぴゅあトロ | 2015/1/11卒業                                                          |

在籍タイムライン
2011年11月02日 - 2015年02月15日

## 略歴
2011年
- 11月2日～6日　『東京ラーメンショー2011』　アイドルユニットとして初ライブ。（百川晴香を除く）

山口水季「本当に本当にありがとう(●^▽^●)/人生最高の誕生日を迎えることができました！！」と涙で報告。
- 11月16日、公式アメーバブログ開設。【怪傑！トロピカル丸】オフィシャルブログ

辰見栞「みなさん、香川県が『うどん県』になる事を知ってましたか!?!」　にて開局した。
- 11月18日『ASIA IDOL COLLECTION』in渋谷Glad　怪トロメンバー8人揃ってのライブが行われた。（百川晴香を含む）

百川晴香「初めてで、緊張してたから若干フリも飛んでましが…」と感動をブログで報告した。
2012年
- 1月21日 池袋サンシャインシティ 噴水広場　にてデビューCD発売記念イベント、『トロピカルキッス』とカップリング曲『ひまわり』を披露。

ファン2000人が殺到しデビューCD「トロピカルキッス」この日1日だけで当日在庫1000枚すべてを完売する偉業を成し遂げた。
- 2月19日 神奈川県海老名市のビナウォークで行われたイベントでファーストシングル2000枚完売を達成した。
- 5月2日 新宿タワーレコードにて2ndCD「Here WE Go!? 」発売イベントを行った[2]。
- 5月12日13日　『第13回タイ・フェスティバル2012』（代々木公園イベント広場）でライブを行った。
- 6月3日 大阪・兵庫　怪トロ初遠征
- 6月9日 宮城県塩竈市寒風沢島　『田植えボランティア活動』　に参加した。
- 6月10日 宮城県仙台新星堂・HMVインストアイベントを行った。
- 7月1日 アイドル横丁夏祭り!!〜2012〜 出演 （新木場STUDIOCOAST）
- 8月4日5日 Subっ娘時代から念願の東京アイドルフェスティバル2012 に出演　2日間で計5ステージをこなす。
- 9月2日 ｢急いで下さい、セカンドシングル4000枚完売しちゃいますよ!!｣　2nd「Here WE Go!? 」完売を発表した。
- 10月26日-29日　東京ラーメンショー2012　サポートアクト

27日 Subっ娘（木下蓮乃と珠莉愛）2名が正規メンバーとなり初ステージに挑んだ。（メンバー10名となる）
- 10月28日 新宿タワーレコードにて3rdCD「Jump! to the sky 」発売イベント
- 12月23日 怪傑！トロピカル丸 1st ワンマンライブ「トロピカルクリス鱒 2012 ～スペシャルクルージングに出航の時間だよ!乗り遅れたら泳いで鯉よ!!～」を表参道GROUNDにて開催。

同日運営より2ndワンマンを渋谷エッグマンにて3rdワンマンをTOKYO FM HALLにて開催、及び2013年度中に6名増員して16名体制にすることが発表された。
2013年
- 3月30日 怪傑！トロピカル丸2ndワンマンライブ「～スプリングクルージング　桜鮭！かも～んサーモン～」開催。当初の予定から変更され渋谷WWWでの開催となった。

同日、6名の新メンバーの加入と16名となったグループを2つに分けて活動していく事が発表された。
青春！トロピカル丸　百川晴香（リーダー）、石岡真衣、金野美穂、木下蓮乃、珠莉愛（岡田じゅりあ）、七美こはる、森山恵里花、清水咲希
純情！トロピカル丸　山口水季（リーダー）松下恵里香、山中ゆき、辰見栞、谷垣綾南、よこはまりほ、幸野ゆりあ、橘未来
- 6月2日　3rdワンマン　TOKYO FM HALL
- 7月13日 度重なる服務規律違反等から森山恵里花脱退。同日付で事務所との契約も解除。
- 10月27日 純情の山中ゆき、谷垣綾南、よこはまりほが卒業。後に金野美穂と珠莉愛が純情に移動し、山口水季が青春に移動し、青春には中川新菜が加入。

青春！トロピカル丸　百川晴香（リーダー）、石岡真衣、木下蓮乃、七美こはる、清水咲希、山口水季、中川新菜
純情！トロピカル丸　松下恵里香（リーダー）、辰見栞、幸野ゆりあ、橘未来、金野美穂、珠莉愛
2014年
- 1月18日 純情の辰見栞と金野美穂が卒業。
- 7月13日 純情の珠莉愛と橘未来が卒業。 純情！トロピカル丸は松下恵里香、幸野ゆりあの二名となった。
- 8月23日 純情に太田真奈美・丸山リリカが加入。
- 10月4日 映画「カマトト」公開。
- 10月20日 石岡真衣と七美こはるが卒業。青春！トロピカル丸は5名となった。
- 11月1日 純情の松下恵里香が卒業。兼任のALLOVERは継続。
- 11月2日 純情に月城知美が加入。
- 11月21日 映画「カマトト」DVD発売。

2015年
- 1月7日 1月30日に東京・TSUTAYA O-WESTにて開催される単独ライブで青春の活動休止が明らかに。
- 1月11日 純情の幸野ゆりあが卒業。同日、PICK UP GIRLS」のカエサルこと東馬楓加入。
- 1月30日 渋谷O-WESTワンマンを持って青春!トロピカル丸が活動休止。百川以外の4人は同時に事務所を退所した。
- 2月15日 純情!トロピカル丸が解散。以後はその意志を伝承した新ユニット「ぴゅあまる☆くらうん」に改名した。
- 4月13日  青春！トロピカル丸の元メンバー百川晴香が所属する「Ru:Run（ルーラン）」デビュー。メンバーはリーダーの百川晴香、山下はるひ、田中可恋、江室里香、佐藤絵里香の5名。その後Ru:Runはメンバーチェンジや他ユニットとの統合を経て「全力少女R」となり、2021年9月23日まで活動を続けた。

### 解散後
- 2019年8月17日、東京・ダンスホール新世紀で開催された『神LIVE presents 新世紀EVOLUTION』に百川を含む怪傑と青春メンバーが再集結し、一夜限りの復活ライブを行う[9]。
- 2024年9月20日、東京・神田明神ホールで開催された『百川晴香 15th ANNIVERSARY LIVE』にて怪傑メンバーによる一夜限りの復活ライブを行う。メンバーは百川・石岡・山中・辰見・木下・七美・中川・よこはま・岡田の9人[10]。

## CDシングル
2012年
- 1st「トロピカルキッス」「ひまわり」（2012年1月21日）

- 2nd「Here WE Go!? 」（2012年5月2日）[11]  TYPE AとTYPE Bのジャケット違いあり。

1. Here WE Go!?
2. START
3. Here WE Go!?(instrumental)
4. START(instrumental)

- 3rd「Jump! to the sky」（2012年11月28日）TYPE AとTYPE Bのジャケット違いあり

1. Jump! to the sky
2. 舞々☆ニーハオ
3. Jump! to the sky(instrumental)
4. 舞々☆ニーハオ(instrumental)

2013年
- 4th「チャンスの神様」（2013年7月17日）[12]

1. チャンスの神様
2. 大胆無敵にGO MY WAY
3. チャンスの神様(instrumental)
4. 大胆無敵にGO MY WAY(instrumental)

### 青春！トロピカル丸
- 1stシングル「謎だらけLOVE×2 DARLING」(2013年12月18日) オリコンランキング12位、TYPE AとTYPE Bのジャケット違いあり

1. 謎だらけLOVE×2 DARLING
2. Boon Boon カイトロ号
3. 謎だらけLOVE×2 DARLING(instrumental)
4. Boon Boon カイトロ号(instrumental)

- 2ndシングル「恋のS.O.S」(2014年3月26日) オリコンウィークリーチャート20位・インディーズランキング2位。

TYPE A
1. 恋のS.O.S
2. 大漁だッ！
3. 恋のS.O.S(instrumental)
4. 大漁だッ！(instrumental)

TYPE B
1. 恋のS.O.S
2. 時空を超えても、君が好き。
3. 恋のS.O.S(instrumental)
4. 時空を超えても、君が好き。(instrumental)

## CDアルバム
2014年
- 1stアルバム「NEW WORLD」（2014年7月23日）
オリコンランキング4位、ＰＶのＤＶＤ付の商品はライブ会場でのみ限定販売された。TYPE AとTYPE Bのジャケット違いあり。TYPE Bの方がブックレットが凝っている。

1. 逆賊！討伐！S×S×SaveR
2. チャンスの神様(青春!Ver.)
3. 時空を超えても、君が好き。
4. 謎だらけLOVE×2 DARLING
5. トロピカルキッス(Album Ver.)
6. 大漁だッ！
7. 大胆無敵にGO MY WAY
8. 恋のS.O.S
9. Resistance〜カツオ漁船出航ナウ〜
10. ひまわり(Album Ver.)
11. Boon Boon カイトロ号
12. Yes, I can!!!

## 映画
- カマトト（2014年10月4日公開、監督・脚本：武本凌侍、配給：キャンター）
メンバー全員が出演し、オープニング曲「時空を越えても、君が好き。」とエンディング曲「大漁だッ!」も青春!トロピカル丸が担当した。小さな港町を舞台に、東京でアイドルになりたいと密かに願う女子高生の夏波（百川晴香）の奮闘を描く。愛媛・松山市が全面協力するほか、宇和島市、今治市、新居浜市などでロケが敢行されており、マリンブルーの海と風情あふれる町並みのなかで少女たちの活躍を映し出す。DVDは2014年11月21日に発売された(SHINING-C-05)。DVDには本編92分の他に特典映像としてメイキング映像(15分)も付いている。

## ラジオ
- オレたちゴチャ・まぜっ!〜集まれヤンヤン〜（百川晴香のみ）

## インタネットテレビ
- 怪傑!トロピカル丸のニコジョッキー　（2012年3月13日開始 隔週、ニコジョッキー）